# Анпеткова-Шарова, Гаяна Галустовна
Гаяна Галустовна Анпеткова-Шарова (17 февраля 1925, Краснодар — 28 октября 2003, Санкт-Петербург) — советский и российский филолог, педагог.

## Биография
В 1943 году окончила среднюю школу в Куйбышеве и поступила на литературный факультет Куйбышевского педагогического института. Осенью 1944 года стала студенткой классического отделения филологического факультета ЛГУ, который в то время был эвакуирован в Саратов. С декабря 1944 года продолжила учёбу в Ленинграде. В 1949 году была зачислена в аспирантуру, где училась под научным руководством профессора О. М. Фрейденберг, затем — профессора И. М. Тронского. Окончив в 1952 году аспирантуру, она осталась на кафедре классической филологии, где проработала более 60 лет в качестве ассистента, затем — доцента.
Вела занятия по древним языкам и античной литературе на филологическом и факультете журналистики Ленинградского университета.
В 1970 году защитила диссертацию на соискание учёной степени кандидата филологических наук «Проблемы „Вакханок“ Еврипида».

## Научная деятельность
Автор более 50 печатных работ в области античной литературы, в том числе трёх учебников. Собрала и издала два сборника неизвестных науке «Сказок мампруси» и «Сказок народов Анголы». Также научные интересы были связаны с изучением творчества Еврипида.
Участвовала в организации в Ленинграде Музей Ф. М. Достоевского, в создании двух разделов Генерального плана развития Ленинграда и Ленинградской области (1985—2005), посвящённых экологическим проблемам, первой в СССР научная система из более чем 170 охраняемых территорий в Ленинградской области (1959—1961).
Вместе с супругом Г. В. Пионтеком участвовала в создании основы парка-музея «Человек и среда»; ими же был создан Санкт-Петербургский музей городского крепостного быта 1825—1861 годов. Была соорганизатором I Международной конференции молодых учёных «Языкознание и музеи на лоне природы» (6—7 апреля 2004 года).

## Основные работы
- Г. Г. Анпеткова-Шарова. Сказки мампруси. — М.: «Наука», 1966.
- Г. Г. Анпеткова-Шарова. Истории чёрной земли. Сказки и легенды народов Анголы. — М.: «Наука», 1975.
- Г. Г. Анпеткова-Шарова, В. С. Дуров. Античная литература. Учеб. пособие. — С.-Пб.: Изд-во СПбГУ; М.: «Academia», 2004. — 479 с.